# Рада, Хосе Антонио
Хосе Антонио Рада Ангуло (исп. José Antonio Rada Angulo; 13 июня 1937, Сабаналарга, Антьокия — 1 июня 2014, Барранкилья) — колумбийский футболист, участник чемпионата мира по футболу 1962 года, играл на позиции полузащитника.

## Биография

### Клубная карьера
На протяжении игровой карьеры играл на родине за ряд команд, среди которых были «Спортинг» (Барранкилья) (1957—1959), «Унион Магдалена» (1959—1962), «Депортиво Перейра» (1962—1965), «Атлетико Хуниор» (1966—1967), «Атлетико Насьональ» (1968—1969), «Атлетико Букараманга» (1969) и «Депортес Толима» (1970), в котором он завершил карьеру игрока.

### Карьера в сборной
В составе сборной Колумбии сыграл в двух матчах на чемпионате мира 1962 года и забил гол в ворота сборной СССР; матч закончился со счётом 4:4. Всего за сборную Колумбии сыграл 4 матча, в которых забил 3 мяча.

### Смерть
Скончался 1 июня 2014 года в возрасте 76 лет после продолжительной болезни, последние месяцы жизни он был прикован к постели.